# 湯河原パークウェイ
湯河原パークウェイ（ゆがわらパークウェイ）は、神奈川県湯河原町の奥湯河原温泉付近から同町の湯河原峠付近を結ぶ一般自動車道事業による有料道路である。伊豆箱根鉄道が経営している。

## 概要
- 起点：神奈川県足柄下郡湯河原町宮上字城ヶ尾784-1
- 終点：神奈川県足柄下郡湯河原町宮上字竹の沢800（静岡県道20号熱海箱根峠線交点）
- 延長：5.7 km
- 車線数：2
- 営業時間：6:00 - 22:00
- 事業者：伊豆箱根鉄道株式会社

## 地理及び道路の現況
関東の温泉地として名高い湯河原地区から、神奈川県立奥湯河原自然公園の中を通り、眼下に相模灘を望みながら湯河原峠へ至る観光要素の高い道路である。
一方、当路線は伊豆箱根鉄道が自社路線バスの専用道路として建設を進めた経緯から、急勾配ながら比較的線形も良く、短距離になるようにルートを設定している。併走する神奈川県道75号湯河原箱根仙石原線（椿ライン）に対するバイパス的な機能も持つ。
道路運送法を根拠法令とする自動車道であり、かつ道路交通法による一部車両通行規制として、125cc以下の二輪車は通行が禁止されている。また、営業時間外となる夜間は両端のゲートが閉鎖されるため通行できないようになっている。なお、冬期降雪時においては通行止になる場合がある。

## 沿革
- 1964年（昭和39年）4月12日：専用自動車道として供用開始（伊豆箱根鉄道路線バス専用）。
- 1964年（昭和39年）12月27日：約款変更により一般自動車道として一般供用開始。
- 1986年（昭和61年）9月：大規模な地滑りが発生し営業休止（全線通行止）。
- 1989年（平成元年）7月：全面復旧し3年振りに営業再開。
- 2007年（平成19年）9月7日：土砂崩れが発生し全線通行止。
- 2007年（平成19年）9月23日：全面復旧し営業再開。
- 2021年（令和3年）7月3日：土砂崩れが発生し全線通行止[1]。
- 2023年（令和5年）
  - 2月1日 : 災害復旧工事を開始[2]。
  - 11月10日：災害復旧工事が完了し供用を再開。同時に通行料金を改定（ただし同年11月16日までは全車種無料措置を実施）[3][4][5]。

## 料金所など
- 奥湯河原ゲート（北緯35度9分55.6秒 東経139度3分32秒、湯河原町道を経て神奈川県道75号湯河原箱根仙石原線）
  - 湯河原峠料金所（北緯35度10分1秒 東経139度1分45秒、1ブース2レーン・ETC非対応）
- 湯河原峠ゲート（北緯35度10分1秒 東経139度1分43秒、静岡県道20号熱海箱根峠線・箱根ターンパイク箱根伊豆連絡線）

## 料金
2023年11月10日現在の料金
- 二輪車：400円
- 軽・小型・普通車：600円
- マイクロバス・路線バス：1,400円
- マイクロバス・路線バス以外のバス・大型貨物自動車等：2,300円
- 障害者割引
  - 二輪車：200円
  - 軽・小型・普通車：300円

2019年10月1日現在の料金
- 二輪車：340円
- 軽・小型・普通車：500円
- マイクロバス・路線バス：1,190円
- マイクロバス・路線バス以外のバス・大型貨物自動車等：1,950円
- 障害者割引
  - 二輪車：160円
  - 軽・小型・普通車：220円